# Echinomuricea muricelloides
Echinomuricea muricelloides är en korallart som först beskrevs av Nutting 1910.  Echinomuricea muricelloides ingår i släktet Echinomuricea och familjen Plexauridae. Inga underarter finns listade i Catalogue of Life.